# Bajdara l-Manszúri
Bajdara l-Manszúri (? – Egyiptom, Kairó, 1293. december 13.) al-Asraf Halíl egyiptomi mamlúk szultán egyik főembere és gyilkosa volt, aki sikertelenül próbálta meg elbitorolni a trónt.

## Életútja
Életét nem ismerjük, azon túl, hogy nyilván kipcsak török származású volt, és hogy al-Manszúr Kaláún háztartásához tartozott. Kaláún fia, al-Asraf Halíl nevezte ki alkirálynak, aki eleinte nagylelkűen bánt vele: még 1291-ben neki adta asz-Szubajba szíriai várát. Alkirályi minőségében azonban később számos sérelmet és megaláztatást kellett elszenvednie Ibn asz-Szalúsztól, a szultán által kinevezett vezírtől, aki a hatalmát is korlátozta. Az alexandriai vámokból származó részesedését is meg akarták vonni tőle. A szultán személyesen is sértegette és megalázta Bajdarát, feltehetően 1292-es, maroniták ellen vezetett hadjáratának kudarca miatt.
Hamarosan a szultán új, cserkesz udvartartás kiépítésére törekvő politikájával elégedetlen többi mamlúk az alkirály mögött sorakozott fel. Az alkalom a helyzet megoldására 1293 decemberében érkezett el, amikor a szultán Gízába ment vadászni. Halíl, miután egy dühkitörése alkalmával nyilvánosan megszégyenítette (kiabált vele és megütötte), kis csapat élén lovagolt ki. A szultán összeesküvésben részt vevő fegyverhordozója, Ládzsín al-Manszúri értesítette Bajdarát, aki a maga embereivel az uralkodó után vetette magát, és meggyilkolta.
Ahogy 1260-ban Bajbarsz tette Kutuz hasonló helyzetben történt meggyilkolása után, Bajdara is bevonult a szultáni sátorba, ahol a saját hűségére eskette az előkelőségeket, és feltehetően az al-Malik al-Auhad („az egyedülálló király”) uralkodói nevet vette fel. Ez azonban nem volt elegendő a tényleges hatalomátvételhez. Amint a keresztesek ellen elért sikerei miatt bálványozott Halíl szultán halálhíre elterjedt Kairóban, pánik tört ki, és burdzsi cserkesz mamlúkjai Kitbuga l-Manszúri vezetésével lerohanták a bitorlót, akinek levágták a fejét. A kairói fellegvárnak ekkor Bajdara mostohaapja, Szandzsar as-Sudzsái al-Manszúri volt a parancsnoka, aki megakadályozta a cserkeszek visszatérését a Níluson keresztül. A helyzetet végül kompromisszummal oldották meg: al-Asraf öccsét, a kilencesztendős an-Nászir Muhammadot trónra emelték, aki mellett as-Sudzsái és Kitbuga gyakorolta a hatalmat.